# Касиривімаб/імдевімаб
Касиривімаб/Імдевімаб, відомий також під фірмовою назвою REGEN-COV — комбінований експериментальний лікарський препарат, розроблений американською біотехнологічною компанією «Regeneron Pharmaceuticals». За своїм складом препарат є комбінацією двох моноклональних антитіл, та створений для застосування для лікування коронавірусної хвороби під час пандемії COVID-19. До його складу входять два моноклональних антитіла: касиривімаб (REGN10933) та імдевімаб (REGN10987), які повинні застосовуватися сумісно в одному препараті. Комбінація з двох моноклональних антитіл призначена для запобігання виникненню резистентних мутацій вірусу.

## Клінічні дослідження
У клінічному дослідженні застосування препарату в лікуванні хворих на COVID-19 було показано, що касиривімаб та імдевімаб при сумісному застосуванні протягом 28 днів у хворих з високим ризиком важкого перебігу хвороби зменшують частоту госпіталізації та необхідність надання невідкладної допомоги, пов'язаної з COVID-19, порівняно з плацебо. Безпечність та ефективність цього експериментального препарату для використання при лікуванні COVID-19 продовжує оцінюватися.
Клінічні дані, на основі яких надано дозвіл на екстрене використання касиривімабу/імдевімабу, базуються на рандомізованому, подвійному сліпому, плацебо-контрольованому клінічному дослідженні на 799 дорослих хворих, не госпіталізованих з приводу COVID-19, від легкого до середнього ступеня тяжкості. З цих учасників 266 отримали одну внутрішньовенну інфузію 2400 мг касиривімабу та імдевімабу (по 1200 мг кожного), 267 отримали 8000 мг касиривімабу та імдевімабу (по 4000 мг кожного), а 266 отримали плацебо протягом трьох днів після отримання позитивного результату тестування на SARS-CoV-2.
Заздалегідь визначеною первинною кінцевою точкою для досягнення результатів дослідження була середньозважена зміна вірусного навантаження від вихідного рівня. Зниження вірусного навантаження на сьомий день дослідження в учасників, які отримували касиривімаб/імдевімаб, було більшим, ніж в учасників, які отримували плацебо. Проте найважливіші докази того, що сумісне застосування касиривімабу та імдевімабу можуть бути ефективними, є досягнення заздалегідь визначеної вторинної кінцевої точки, яка полягає у зменшенні звернень за медичною допомогою, пов'язаних з COVID-19, зокрема госпіталізацій та звернень до закладів невідкладної допомоги протягом 28 днів після проведення курсу лікування. Для учасників з високим ризиком розвитку важкої форми хвороби госпіталізація та звернення до закладу невідкладної допомоги відбувались у середньому в 3 % учасників, які отримували касиривімаб/імдевімаб, порівняно з 9 % серед групи плацебо. Вплив на вірусне навантаження, зменшення кількості госпіталізацій та звернень до закладів невідкладної допомоги були близькими у всіх учасників, які отримували будь-яку з двох доз касиривімабу/імдевімабу.
Станом на вересень 2020 року, дослідження ефективності касиривімабу/імдевімабу було частиною клінічного дослідження «RECOVERY Trial».
12 квітня 2021 року компанії «Hoffmann-La Roche» та «Regeneron Pharmaceuticals» повідомили, що III фаза клінічного дослідження касиривімабу/імдевімабу відповідає як первинній, так і вторинній кінцевим точкам, зменшуючи ризик інфікування на 81 % для неінфікованих пацієнтів, та скорочуючи час до зникнення симптомів у хворих із наявними симптомами хвороби до одного тижня проти трьох тижнів у групі плацебо.

## Схвалення препарату
21 листопада 2020 року FDA видала дозвіл на екстрене використання касиривімабу/імдевімабу для лікування COVID-19 легкого та середнього ступеня тяжкості у хворих старших 12 років і вагою 40 кілограмів з позитивними результатами тестування на SARS-CoV-2, які мають високий ризик розвитку важкої форми COVID-19. До цього чмсла входять особи віком від 65 років або ті, які мають низку хронічних хвороб. Касиривімаб та імдевімаб повинні вводитися разом шляхом внутрішньовенної інфузії. Дозвіл на екстрене використання касиривімабу/імдевімабу видано компанії «Regeneron Pharmaceuticals».
Касиривімаб/імдевімаб не рекомендовано до застосування хворим, госпіталізованим у зв'язку з COVID-19 або тим, які потребують кисневої терапії у зв'язку з COVID-19. Не виявлено користі від застосування препарату хворим, госпіталізованих з приводу COVID-19. Моноклональні антитіла, зокремак касиривімаб та імдевімаб, можуть асоціюватися з гіршими клінічними наслідками при застосуванні у хворих, госпіталізованих з приводу COVID-19, які потребують кисневої терапії з великим потоком або штучної вентиляції легень.
1 лютого 2021 року комітет лікарських препаратів для людей Європейського агентства з лікарських засобів розпочав розгляд ефективності комбінації моноклональних антитіл «REGN-COV2» (касиривімаб/імдевімаб), яка виробляється у співпраці компаній «Regeneron Pharmaceuticals» та «Hoffmann-La Roche», для лікування та профілактики COVID-19. У лютому 2021 року комітет лікарських препаратів для людей дійшов висновку, що комбінацію касиривімаба та імдевімаба, відому також як «REGN-COV2», можна застосовувати для лікування підтвердженого COVID-19 у хворих, які не потребують додаткового кисню, та які мають високий ризик розвитку важкої форми коронавірусної хвороби.
5 травня 2021 року комітет з нагляду за лікарськими засобами Індії надав дозвіл на екстрене використання касиривімабу/імдевімабу на території країни, яку отримали компанії «Genentech» (підрозділ «Hoffmann-La Roche») та «Regeneron Pharmaceuticals». Це повідомлення надійшло під час другої хвилі епідемії COVID-19 в Індії. «Roche India» підтримує партнерські відносини з компанією «Cipla», надавши їй дозвіл на маркетинг та продаж препарату в країні.

## Виробництво
Хоча штаб-квартира компанії «Regeneron Pharmaceuticals» знаходиться в місті Таррітаун у штаті Нью-Йорк (поблизу міста «Нью-Йорк»), препарат «REGEN-COV» виробляється на заводі компанії в місті Ренсселіер в штаті Нью-Йорк (поблизу столиці штату Олбані). У вересні 2020 року, щоб звільнити виробничі потужності для виробництва «REGEN-COV», компанія «Regeneron Pharmaceuticals» почав переводити виробництво своєї іншої продукції з Ренсселієра в ірландське місто Лімерик. Також компанія «Regeneron Pharmaceuticals» уклала угоду з дочірньою компанією «Hoffmann-La Roche» «Genentech» щодо виробництва та збуту препарату за межами США.
2 жовтня 2020 року компанія «Regeneron Pharmaceuticals» повідомила, що президент США Дональд Трамп отримав одну 8-грамову дозу «REGN-COV2» після підтвердження позитивного тесту на COVID-19. Препарат був наданий компанією у відповідь на запит лікарів президента щодо екстреного застосування (тимчасового дозволу на використання).